# 朱議⿱泊金
朱議，一作議⿱泊侖（？—？），字聖契，一作象垣，江西南昌府南昌縣人，明朝政治人物、賜特用宗科出身，寧藩宗人。
崇禎十三年賜特用出身，官鎮原知縣，國亡，滯留涇原，訓蒙為生。